# Pictures in a Frame
Die Pictures in a Frame GmbH ist eine deutsche Filmproduktionsgesellschaft mit Sitz in München.

## Geschichte
Die Pictures in a Frame Filmproduktion wurde 2011 von Jan Gallasch und Tobias Herrmann als UG gegründet und 2014 in eine GmbH umgewandelt. 2012 erhielt die Firma das anlässlich des 20. Jahrestages des Bayerischen Filmzentrums einmalig vergebene „Arthur Hofer Stipendium“ und verlegte ihre Büros daraufhin auf das Bavaria Film Gelände. 2013 folgte ein 18-monatiges VGF-Bürostipendium, das 2015 um zwei weitere Jahre verlängert wurde. 2016 wurde die Firma in das Business Angel Programm der VFF aufgenommen, als Mentor fungierte in diesem Rahmen Dan Maag (Geschäftsführer, Pantaleon Films GmbH). Im Februar 2018 war Wolfram Winter (ehemaliger Kommunikationschef und Unternehmenssprecher von Sky Deutschland) in den Gesellschafterkreis aufgenommen worden und übernimmt seither den Vorsitz der Gesellschafterversammlung.
Gallasch und Herrmann arbeiten bereits seit Beginn ihres Studiums zusammen. Nach mehreren kleineren Projekten folgte 2009 mit dem Kurzfilm „La petite mort“ ein Festivalerfolg. Das erste Projekt nach der Firmengründung war das Beziehungsdrama „Ein Liebesspiel“, die Erstausstrahlung im BR erfolgte im Mai 2012. Die zweite Zusammenarbeit mit dem Sender war die Komödie „Monas Bürgermeister“. Das Projekt feierte seine Weltpremiere auf den Sehsüchten 2013, beide waren außerdem für den Produzentenpreis des Festivals nominiert. Die dritte Zusammenarbeit mit dem BR stellte 2014 die durch den FFF Bayern und den DAAD geförderte deutsch-griechische Koproduktion „Brot & Oliven“ dar, der Kurzfilm hatte seine Premiere auf den Hofer Filmtagen 2015. 
Seit 2013 konzentriert sich die Firma auf die Entwicklung publikumsaffiner, fiktionaler Kinostoffe. Darunter die YouTube-Comedy „Bruder vor Luder“, die 2015 im Verleih der Constantin Film in die Kinos kam (480.000 Besucher, D-A-CH), und das FFF-geförderte Drama „Nirgendwo“ mit Ludwig Trepte, Saskia Rosendahl und Jella Haase, für das Sky Deutschland und ServusTV Koproduzenten waren (Weltpremiere im September 2016 auf dem 12. Filmfest Zürich). 2018 folgte die Roadmovie-Komödie „25 Km/h“ von Markus Goller und Oliver Ziegenbalg, die in Koproduktion mit deren neu gegründeter Sunny Side Up GmbH, der Deutschen Columbia Pictures GmbH, der Traumfabrik Babelsberg & Babelsberg Film GmbH und der Mythos Filmproduktion GmbH & Co. KG realisiert wurde. Die Hauptrollen übernahmen Lars Eidinger, Bjarne Mädel, Alexandra M. Lara, Franka Potente, Jella Haase, Jördis Triebel und Wotan Wilke Möhring. Der Film, den Sony Pictures Entertainment am 31. Oktober 2018 in die deutschen Kinos gebracht hat, ist als stärkste deutsche Produktion auf Platz 4 in die Kinocharts eingestiegen und hatte in seiner ersten Kinowoche fast 280.000 Besucher. Im Juli 2019 stieg der Film erneut auf Platz 19 in den Kinocharts ein und knackte dabei die Hürde von 1.000.000 Kinobesuchern.

## Produktionen
- Takeover, Kinofilm (2020) – Regie: Florian Ross / In Zusammenarbeit mit Pantaleon Films[5]
- 25 km/h, Kinofilm (2018) – Regie: Markus Goller / In Koproduktion mit Sunny Side Up GmbH, Deutsche Columbia Pictures GmbH, Traumfabrik Babelsberg & Babelsberg Film, Mythos Filmproduktion GmbH & Co. KG
- Nirgendwo, Kinofilm (2016) – Regie: Matthias Starte / In Koproduktion mit Sky Deutschland, MK Film, CineChromatix und ServusTV
- Bruder vor Luder, Kinofilm (2015) – Regie: Tomas Erhart, Heiko Lochmann, Roman Lochmann / In Zusammenarbeit mit Rat Pack Filmproduktion, Mythos Film und Alpenrot (Constantin Film)
- Brot & Oliven, Kurzfilm (2014) – Regie: Alexander Jaschik & Jordanis Orfanidis / In Koproduktion mit dem BR, MHMK München und HCTSS Athen
- Der König Nebenan, Kurzfilm (2013) – Regie: Isa Micklitza / In Koproduktion mit Trimafilm
- Monas Bürgermeister, Kurzfilm (2012) – Regie Julian Witt / In Koproduktion mit dem BR und MHMK München